# Franjo Izlakar
Franjo Izlakar (ur. w 1965 w Mariborze) – słoweński niepełnosprawny lekkoatleta, sześciokrotny medalista paraolimpijski, wielokrotny medalista mistrzostw świata i Europy. Cierpi na porażenie mózgowe.

## Igrzyska paraolimpijskie
Na paraolimpiadzie debiutował już jako piętnastolatek w Arnhem, na igrzyskach w 1980 roku jako reprezentant Jugosławii. Wystąpił wówczas w czterech konkurencjach. W rzucie dyskiem CP D zajął 10. miejsce (15,36 m), w rzucie oszczepem CP D był na czwartym miejscu (26,18 m), zaś w skoku w dal CP D był jedenasty (skoczył tylko 1,85 m). Największy sukces osiągnął jednak w pchnięciu kulą CP D, w którym to zdobył brązowy medal (9,54 m).
Cztery lata później na paraolimpiadzie w Los Angeles uczestniczył w trzech konkurencjach. W rzucie dyskiem C7 zajął szóste miejsce (30,48 m), z kolei w rzucie oszczepem C7 był na pozycji ósmej (27,96 m). Ponownie największy sukces odniósł w pchnięciu kulą (C7), w której tym razem zwyciężył z wynikiem 12,38 m, który był nowym rekordem świata.
Na kolejnej paraolimpiadzie wystąpił dopiero w 1992, na igrzyskach w Barcelonie – już jako reprezentant niepodległej Słowenii. Nie powiodło mu się w rzucie oszczepem C7, w którym zajął jedenastą pozycję (29,24 m). Jednak na tych igrzyskach został pierwszym mistrzem paraolimpijskim reprezentującym Słowenię, zdobywając tytuły mistrzowskie w rzucie dyskiem C7 (37,34 m, rekord paraolimpijski) i pchnięciu kulą C7.
Startował jeszcze na paraolimpiadzie w Atlancie oraz na paraolimpiadzie w Sydney, jednak medale zdobywał tylko w pchnięciu kulą F36 (drugie miejsce z wynikiem 11,68 m) i F37 (drugie miejsce z rezultatem 12,29 m). W rzucie dyskiem F36 i F37 nie zdobywał medali.

## Inne sukcesy
Ośmiokrotnie zdobył tytuł mistrza świata oraz po dwa srebrne i dwa brązowe medale. Wielokrotnie zdobywał też medale mistrzostw Europy, ustanawiał rekordy świata w rzucie dyskiem w 1984, 1992 i 1994 roku. Karierę zakończył w 2006 roku.